# Alessio Tribuzzi
Alessio Tribuzzi (Roma, 19 novembre 1998) è un calciatore italiano, centrocampista o ala del Vicenza in prestito dall'Avellino.

## Caratteristiche tecniche
Giocatore molto duttile, può essere schierato sia come trequartista che come seconda punta, oltre che da ala e da esterno di centrocampo.

## Carriera
Cresciuto nel settore giovanile della Roma, nel 2014 viene svincolato dal club giallorosso e trascorre una stagione con la squadra romana dell'Atletico 2000, prima di passare nell'estate del 2015 al Frosinone. Nel 2017 si trasferisce in prestito al Latina; nella stagione successiva passa all'Avellino, con cui ottiene la promozione in Serie C e vince lo Scudetto di Serie D.
Nel 2019 fa quindi ritorno al Frosinone, con cui firma un contratto quadriennale; nel corso delle stagioni conquista sempre maggior spazio nell'organico della squadra ciociara, venendo impiegato con continuità soprattutto sotto la guida tecnica di Fabio Grosso.
Nel 2022 firma per il Crotone, dove rimane fino al 10 luglio 2024 quando firma un triennale con l'Avellino, facendo così ritorno in Irpinia a distanza di 5 anni.
Il 23 luglio 2025 viene ceduto in prestito al Vicenza.

## Statistiche

### Presenze e reti nei club
Statistiche aggiornate al 10 maggio 2025.
| Stagione         | Squadra          | Campionato       | Campionato | Campionato | Coppe nazionali | Coppe nazionali | Coppe nazionali | Coppe continentali | Coppe continentali | Coppe continentali | Altre coppe | Altre coppe | Altre coppe | Totale | Totale |
| Stagione         | Squadra          | Comp             | Pres       | Reti       | Comp            | Pres            | Reti            | Comp               | Pres               | Reti               | Comp        | Pres        | Reti        | Pres   | Reti   |
| ---------------- | ---------------- | ---------------- | ---------- | ---------- | --------------- | --------------- | --------------- | ------------------ | ------------------ | ------------------ | ----------- | ----------- | ----------- | ------ | ------ |
| 2017-2018        | Latina           | D                | 33+1       | 2          | CI-D            | 1               | 0               | -                  | -                  | -                  | -           | -           | -           | 35     | 2      |
| ago. 2018-2019   | Avellino         | D                | 35+5       | 11+1       | CI-D            | -               | -               | -                  | -                  | -                  | -           | -           | -           | 40     | 12     |
| 2019-2020        | Frosinone        | B                | 9+2        | 0          | CI              | 3               | 1               | -                  | -                  | -                  | -           | -           | -           | 14     | 1      |
| 2020-2021        | Frosinone        | B                | 25         | 0          | CI              | 1               | 0               | -                  | -                  | -                  | -           | -           | -           | 26     | 0      |
| 2021-2022        | Frosinone        | B                | 28         | 0          | CI              | 1               | 0               | -                  | -                  | -                  | -           | -           | -           | 29     | 0      |
| Totale Frosinone | Totale Frosinone | Totale Frosinone | 62+2       | 0          |                 | 5               | 1               |                    | -                  | -                  |             | -           | -           | 69     | 1      |
| 2022-2023        | Crotone          | C                | 36+2       | 3          | CI-C            | 1               | 0               | -                  | -                  | -                  | -           | -           | -           | 39     | 3      |
| 2023-2024        | Crotone          | C                | 36+1       | 3          | CI+CI-C         | 1+1             | 0+1             | -                  | -                  | -                  | -           | -           | -           | 39     | 4      |
| Totale Crotone   | Totale Crotone   | Totale Crotone   | 72+3       | 6          |                 | 3               | 1               |                    | -                  | -                  |             | -           | -           | 78     | 7      |
| 2024-2025        | Avellino         | C                | 13         | 0          | CI+CI-C         | 2+3             | 2+0             | -                  | -                  | -                  | SC-C        | 0           | 0           | 18     | 2      |
| Totale Avellino  | Totale Avellino  | Totale Avellino  | 53         | 12         |                 | 5               | 2               |                    | -                  | -                  |             | 0           | 0           | 58     | 14     |
| Totale carriera  | Totale carriera  | Totale carriera  | 226        | 20         |                 | 14              | 4               |                    | -                  | -                  |             | 0           | 0           | 240    | 24     |

## Palmarès

### Club

#### Competizioni nazionali
- Serie C: 1

Avellino: 2024-2025 (girone C)
- Serie D: 1

Avellino: 2018-2019 (girone G)
- Scudetto Dilettanti: 1

Avellino: 2018-2019